# Joe Tracini
Joe Tracini (ur. 19 lipca 1988) – brytyjski aktor znany przede wszystkim z roli Spike'a Bannon'a w serialu Szpiegowska rodzinka. W 2007 artysta ukończył The Italia Conti Academy of Arts w Londynie. W 2008 aktor brał udział w serialu komediowym Coming of Age nadawanym przez stacje BBC.